# Magnus Tieffenbrucker
Magnus Tieffenbrucker (III.), conegut també com Magno Dieffopruchar (* 1580 ; † 1631) és considerat un dels constructors de llaüts i violes més importants de Venècia.
Magnus, que prové de la famosa família de fabricants d'instruments Tieffenbrucker, va treballar tota la vida a Venècia i hi va dirigir un taller. Els Musées lausannois, Germanisches Nationalmuseum i Museu de la Música de Barcelona tenen llaüts Magno Tieffenbrucker supervivents. Al segle XVII es van utilitzar molts llaüts renaixentistes del taller de Tieffenbruckerque havien estat reconvertits en llaüts o tiorbes barroques a França.